# Sendtnera adunca
Sendtnera adunca là một loài rêu tản trong họ Herbertaceae. Loài này được (Dicks.) Gottsche & Rabenh. miêu tả khoa học lần đầu tiên năm 1862.